# Juryj Żaunou
Juryj Uładzimirawicz Żaunou (biał. Юрый Уладзіміравіч Жаўноў, ros. Юрий Владимирович Жевнов, Jurij Władimirowicz Żewnow; ur. 17 kwietnia 1981 w Dobruszu) – białoruski piłkarz, grający na pozycji bramkarza, reprezentant Białorusi.

## Kariera klubowa
Żaunou jest wychowankiem klubu DJuSSz z rodzinnego miasta Dobrusz. W 1995 roku trafił do zespołu RWAR Mińsk, a w 1996 został zawodnikiem MPKC Mozyrz, w barwach którego zadebiutował w pierwszej lidze białoruskiej. Nie był jednak pierwszym bramkarzem klubu, który wywalczył mistrzostwo Białorusi i w 1997 powrócił do RWAR-u. Przez dwa sezony grał w trzeciej lidze, a w 1998 roku był bramkarzem Źmieny-BATE Mińsk. W 1999 roku znów grał w RWAR-ze, a w 2000 w RSzWSM-Alimpija Mińsk. W połowie sezonu trafił do pierwszoligowego BATE Borysów (wicemistrzostwo Białorusi). Przez pierwsze dwa sezony był rezerwowym bramkarzem klubu, a w 2002 roku został po raz drugi w karierze mistrzem kraju. W 2003 roku wywalczył wicemistrzostwo, a w 2004 roku powtórzył ten sukces.
W 2005 roku Żaunou przeszedł do rosyjskiego FK Moskwa. W Premier Lidze zadebiutował 12 marca w wygranych 2:0 derbach ze Spartakiem Moskwa. Wygrał rywalizację z Aleksandrem Filimonowem i doprowadził FK do 5. miejsca w lidze. W 2006 roku natomiast bronił na przemian ze Siergiejem Kozko. Z FK zajął 6. pozycję. W latach 2010–2013 był rezerwowym bramkarzem w Zenicie Petersburg.
W 2014 roku przeszedł do Torpeda Moskwa, a w 2015 do Urału Jekaterynburg
| Sezon   | Klub                  | Kraj     | Rozgrywki        | Mecze | Bramki |
| ------- | --------------------- | -------- | ---------------- | ----- | ------ |
| 1996    | MPKC Mozyrz           | Białoruś | Wyszejszaja liha | 5     | 0      |
| 1997    | RWAR Mińsk            | Białoruś | 3. liga          | 25    | 0      |
| 1998    | RWAR Mińsk            | Białoruś | 3. liga          | 12    | 0      |
| 1998    | Źmiena-BATE Mińsk     | Białoruś | 3. liga          | 5     | 0      |
| 1999    | RWAR Mińsk            | Białoruś | 3. liga          | 17    | 0      |
| 2000    | RSzWSM-Alimpija Mińsk | Białoruś | 3. liga          | 2     | 0      |
| 2000    | BATE Borysów          | Białoruś | Wyszejszaja liha | 6     | 0      |
| 2001    | BATE Borysów          | Białoruś | Wyszejszaja liha | 9     | 0      |
| 2002    | BATE Borysów          | Białoruś | Wyszejszaja liha | 14    | 0      |
| 2003    | BATE Borysów          | Białoruś | Wyszejszaja liha | 25    | 0      |
| 2004    | BATE Borysów          | Białoruś | Wyszejszaja liha | 26    | 0      |
| 2005    | FK Moskwa             | Rosja    | Priemjer-Liga    | 30    | 0      |
| 2006    | FK Moskwa             | Rosja    | Priemjer-Liga    | 19    | 0      |
| 2007    | FK Moskwa             | Rosja    | Priemjer-Liga    | 26    | 0      |
| 2008    | FK Moskwa             | Rosja    | Priemjer-Liga    | 20    | 0      |
| 2009    | FK Moskwa             | Rosja    | Priemjer-Liga    | 29    | 0      |
| 2010    | Zenit Petersburg      | Rosja    | Priemjer-Liga    | 8     | 0      |
| 2011/12 | Zenit Petersburg      | Rosja    | Priemjer-Liga    | 5     | 0      |
| 2012/13 | Zenit Petersburg      | Rosja    | Priemjer-Liga    | 2     | 0      |
| 2013/14 | Zenit Petersburg      | Rosja    | Priemjer-Liga    | 0     | 0      |
| 2014/15 | Torpedo Moskwa        | Rosja    | Priemjer-Liga    | 29    | 0      |
| 2015/16 | Urał Jekaterynburg    | Rosja    | Priemjer-Liga    | 11    | 0      |

## Kariera reprezentacyjna
W reprezentacji Białorusi Żaunou zadebiutował 7 czerwca 1998 roku w wygranym 5:0 meczu z Litwą. Obecnie walczy o miejsce w składzie kadry narodowej z Uładzimirem Hajeuem oraz Wasilem Chamutouskim.